# Decachaeta pyramidalis
Decachaeta pyramidalis là một loài thực vật có hoa trong họ Cúc. Loài này được (B.L.Rob.) "S.D.Sundb., C.P.Cowan & B.L.Turner" mô tả khoa học đầu tiên năm 1986.